# Solemya velum
Solemya velum är en musselart som beskrevs av Thomas Say 1822. Solemya velum ingår i släktet Solemya och familjen Solemyidae. Inga underarter finns listade i Catalogue of Life.